# El Salvial
El Salvial är en ort i Mexiko.   Den ligger i kommunen Ixtlahuacán del Río och delstaten Jalisco, i den centrala delen av landet, 500 km väster om huvudstaden Mexico City. El Salvial ligger 1 544 meter över havet och antalet invånare är 233.
Terrängen runt El Salvial är kuperad västerut, men österut är den platt. Terrängen runt El Salvial sluttar västerut. Runt El Salvial är det ganska glesbefolkat, med 30 invånare per kvadratkilometer. Närmaste större samhälle är Zapopan, 18,0 km sydväst om El Salvial. I omgivningarna runt El Salvial växer huvudsakligen savannskog.